# 呂曉韜
呂曉韜（？年—1938年3月），字。河北省河間縣人。他為抗日戰爭期間陣亡的中國軍方高級將領之一。

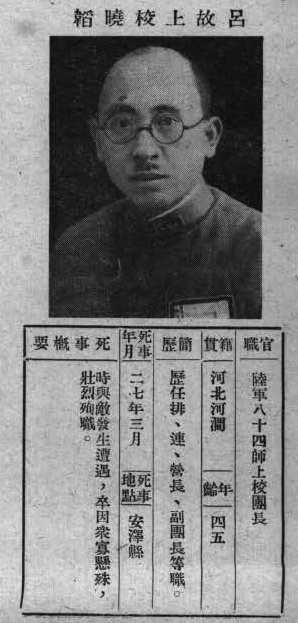
《抗戰軍人忠烈錄》（第一輯）中的呂曉韜烈士遺像

## 生平[1]
陸軍八十四師上校團長，民國27年3月在安澤縣與敵遭遇，壯烈成仁。民國36年12月31日追贈陸軍少將。